# Fallen Empires (album)
Fallen Empires è il sesto album studio del gruppo alternative rock Snow Patrol. Il titolo dell'album è stato annunciato da Gary Lightbody il 21 luglio 2011. L'album è stato pubblicato l'11 novembre 2011, ed ha raggiunto la vetta delle classifiche degli album più venduti in Irlanda e nei Paesi Bassi, oltre ad aver raggiunto la terza posizione nel Regno Unito.

## Tracce
1. I'll Never Let Go – 4:44
2. Called Out in the Dark – 4:01
3. The Weight of Love – 4:17
4. This Isn't Everything You Are – 4:58
5. The Garden Rules – 4:29
6. Fallen Empires – 5:20
7. Berlin – 2:05
8. Life-ning – 3:53
9. New York – 4:01
10. In the End – 4:00
11. Those Distant Bells – 3:17
12. The Symphony – 6:07
13. The President – 4:35
14. Broken Bottles Form a Star (Prelude) – 1:30